# الكومعة (مذيخرة)

تعديل مصدري - تعديل

الكومعة محلة تابعة لقرية احوال البر، التابعة لعزلة مذيخرة بمديرية مذيخرة إحدى مديريات محافظة إب في الجمهورية اليمنية.، بلغ تعداد سكانها 191 حسب تعداد اليمن لعام 2004.